# Prințesa Alexandrine de Baden (1820–1904)
Alexandrina de Baden (Alexandrine Luise Amalie Friederike Elisabeth Sophie; n. 6 decembrie 1820, Karlsruhe, Marele Ducat de Baden – d. 20 decembrie 1904, Coburg, Regatul Bavariei, Germania) a fost cel mai mare copil al lui Leopold, Mare Duce de Baden (1790–1852) și a soției sale, Prințesa Sofia a Suediei (1801–1865).